# Perdigão
Perdigão is een gemeente in de Braziliaanse deelstaat Minas Gerais. De gemeente telt 7.961 inwoners (schatting 2009).

## Aangrenzende gemeenten
De gemeente grenst aan Araújos, Divinópolis, Nova Serrana en Santo Antônio do Monte.